# マンフレート・ブルクスミュラー
マンフレート・ブルクスミュラー（Manfred Burgsmüller, 1949年12月22日 - 2019年5月18日）は、ドイツ出身の元サッカー選手、元アメリカンフットボール選手。

## 経歴
サッカー選手としてはボルシア・ドルトムント、ヴェルダー・ブレーメン、ロートヴァイス・エッセン、1.FCニュルンベルク、バイエル・ユルディンゲン、SCロートヴァイス・オーバーハウゼンに在籍し、ブンデスリーガ通算447試合出場213得点を記録した。得点数はブンデスリーガ歴代4位の記録、またドルトムント時代には通算135得点を挙げている。
また西ドイツ代表としては1977年から1978年の間に国際Aマッチ3試合に出場している。
ブルクスミュラーは1990年にサッカー選手を引退したが、1996年にアメリカンフットボール選手として復帰を果たしNFLヨーロッパの選手として活躍した。1996年から2002年までライン・ファイヤーに在籍し、プレースキッカーを担当。1998年と2000年にはワールドボウル制覇に貢献。50歳を超えてもなおプレーを続け、2001年に52歳で史上最高齢のアメリカンフットボール選手となった。
2019年5月18日、エッセンにて死去。69歳没。

## 個人タイトル
- ブンデスリーガ2部得点王　1回（1985年）